# Aspilota nigrina
Aspilota nigrina är en stekelart som först beskrevs av Forster 1862.  Aspilota nigrina ingår i släktet Aspilota och familjen bracksteklar. Inga underarter finns listade.